# Ляйсан Утяшева
Ляйса̀н Албѐртовна Утя̀шева (на руски: Ляйса́н Альбе́ртовна Утя́шева, на башкирски: Ләйсән Альберт ҡыҙы Үтәшева, на татарски: Ләйсән Альберт кызы Үтәшева) e руска спортистка, заслужил майстор на спорта по художествена гимнастика, многократна победителка на руски и международни състезания, световна шампионка, шесткратна европейска шампионка, двукратна европейска шампионка в отборни състезания (2002 г. и 2004 г.), носителка на световната купа 2001/02, победителка в Младежките игри на страните от ОНД и Балтийските страни (2002 г.), телевизионен водещ и спортен коментатор.

## Биография
Родена е на 28 юни 1985 г. в село Раевка, Башкирска АССР в семейството на Алберт, историк, и Зулфия Утяшева, библиотекарка. В едно от своите интервюта тя посочва, че е наполовина башкирка (по майчина линия), добавяйки, че в нейните вени тече татарска, полска и руска кръв (баща ѝ е от смесен произход). Приема православието, като по-рано изповядва исляма.
През 1989 г. семейството ѝ се премества във Волгоград. Родителите решават да я изпратят в балетно училище, но случайно на опашка в магазин момичето е забелязано от треньора по гимнастика Надежда Касиянова, която отбелязва изключителната гъвкавост на ставите на Утяшева. През 1997 г. се премества в Москва, където тренира под ръководството на Ала Янина и Оксана Скалдина. През 1999 г. Утяшева е наградена със званието майстор на спорта.
През 2000 година става сребърен медалист на турнира в памет на Оксана Костина. За 2001 и 2002 години са паднали най-значителна победа състезателки. През септември 2001 г. Ляйсан става абсолютен победител във всички шест дисциплини в етап на световната Купа в Берлин, през октомври същата година печели златен медал на световното първенство в Мадрид. Спортистката е наградена със званието майстор на спорта на международен клас.
През август 2008 г. Утяшева представя автобиографичния си роман „Неразрушима“ (ISBN 978-5-386-00831-4).
През ноември 2009 г. се състоя премиерата на танцовото шоу на Утяшева „Знак за безкрайност“.
От 2010 г. в програмата на телевизионния канал НТВ „НТВ сутрин“, тя организира традиционната за сутрешните програми рубриката, посветена на утринната гимнастика.
На канал „Спорт Плюс“ води програмата „Личен треньор“.
От 15 октомври 2011 г. НТВ провежда авторската програма на Ляйсан – „Академия за красота с Ляйсан Утяшева“.
На 14 февруари 2015 г. излиза съвместен клип с певицата Йолка за песента „Аз ще те чакам“ от албума „Точките са сложени“.